# آلوین کومست
آلوین کومست (انگلیسی: Alwyn Kumst) فیلم‌بردار اهل کانادا است. او در سال ۲۰۰۰ نامزد دریافت جایزه جینی بود.
از فیلم‌ها یا مجموعه‌های تلویزیونی که وی در آن‌ها نقش داشته‌است، می‌توان به جزیره اسرارآمیز، شهبانوی شمشیرها، شکارچی حرفه‌ای، دگراسی: نسل بعدی، پلیس‌های تازه‌کار و کت‌شلواری‌ها اشاره نمود.